# Banda colorida
O termo banda colorida ou happy rock refere-se a um fenômeno da música brasileira que teve seu início em 2009. O termo é uma referência ao estilo que os músicos usavam, que incluia calças skinny coloridas, camisetas de gola V com desenhos, acessórios de temática "fofa" e cabelos com franja, geralmente coloridos ou arrepiados atrás. A sonoridade dessas bandas era calçada na mistura de pop rock e power pop, com letras adolescentes e vibrantes. Destacaram-se nessa fase artistas como Restart, Cine, Hori, Replace, Jullie, CW7, Caps Lock e Izi.
O movimento veio em contraponto a outro fenômeno adolescente que perdurava no Brasil desde 2005, o emo, que era representado por roupas pretas, estilo escuro e letras sentimentais.

## História

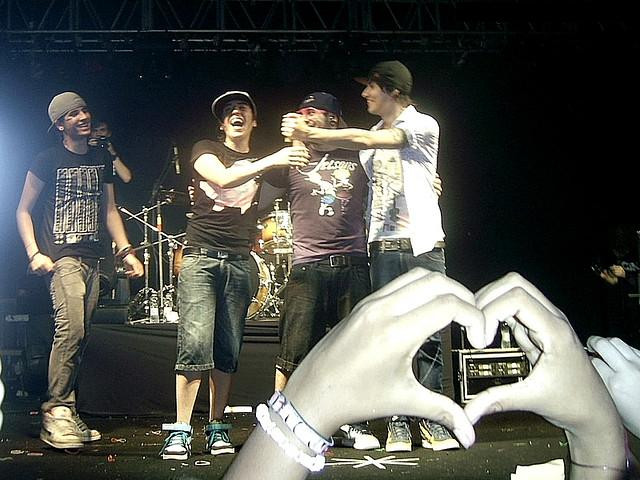
A banda Cine durante uma apresentação

O sucesso começou com a Cine e seu single "Garota Radical" em 2009, que teve grande sucesso nas rádios, tal pela música, tal pelo estilo dos integrantes. Em novembro de 2009 surgiu a banda Restart, que popularizou e consolidou de vez o estilo colorido no Brasil.
Com a grande repercussão do estilo, outros artistas surgiram na nova cena musical, como Hori, Replace, Jullie, CW7, Caps Lock, Izi. Enquanto a popularidade crescia nas rádios e nos shows que arrastavam milhares de pessoas, esses artistas também foram muito criticados pela imprensa e por outras bandas de rock, pelas letras consideradas "vazias" e a comercialização do visual que vinha junto.
A inspiração dos artistas da cena veio de bandas internacionais com estilo musical e visual similar, como All Time Low, Brokencyde, Boys Like Girls, Forever the Sickest Kids e Danger Radio. Porém, a maioria de seus fãs estadunidenses não aderiram ao mesmo visual, como aconteceu no Brasil.

### Declínio e fim
Com o auge atingido em 2010 e 2011, a cena musical teve um rápido declínio em 2012 até se extinguir. Um dos principais motivos apontados pela imprensa para o fim foi a saturação midiática causada pelo Restart, que semanalmente aparecia em diversos programas com visuais cada vez mais extravagantes, como a aparição no Meus Prêmios Nick com as calças skinny de oncinha colorida, e os inúmeros produtos lançados pela banda, desde cadernos até bonecos, causando o que foi descrito como "overdose de cores". Segundo reportagens, os próprios artistas do gênero consideravam que o Restart "queimava o filme" de todas as outras bandas por colocar o estilo colorido como algo meramente comercial e não musical. Além disso, as constantes polêmicas do Restart, como quando alegaram que não havia civilização no Amazonas, fizeram outros artistas da cena passarem a não dividir os mesmos festivais que eles.
A maioria das bandas chegou ao fim, enquanto as restantes, como Replace e Jullie, adotaram outros estilos musicais mais maduros e, principalmente, com visual sóbrio e neutro.

## Críticas
Principalmente após o aparecimento de Restart, o movimento colorido começou a ser duramente criticado por inúmeros artistas, recebido como "som que não amadureceu" e pelo "visual exagerado" (pela banda Cine),"futuramente eles próprios sentirão vergonha de si mesmos" (por Dinho Ouro Preto), "música inspirada nos Teletubbies" (por Tico Santa Cruz).